# Aleksandr Sergejevitsj Mensjikov

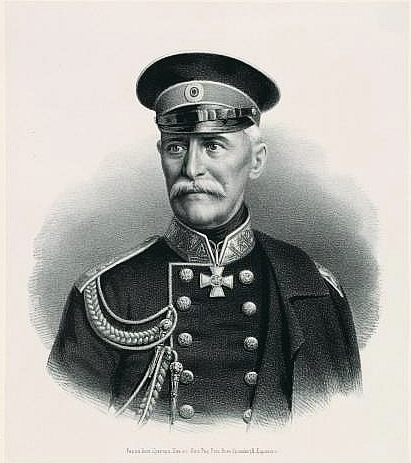
Aleksandr Sergejevitsj Mensjikov

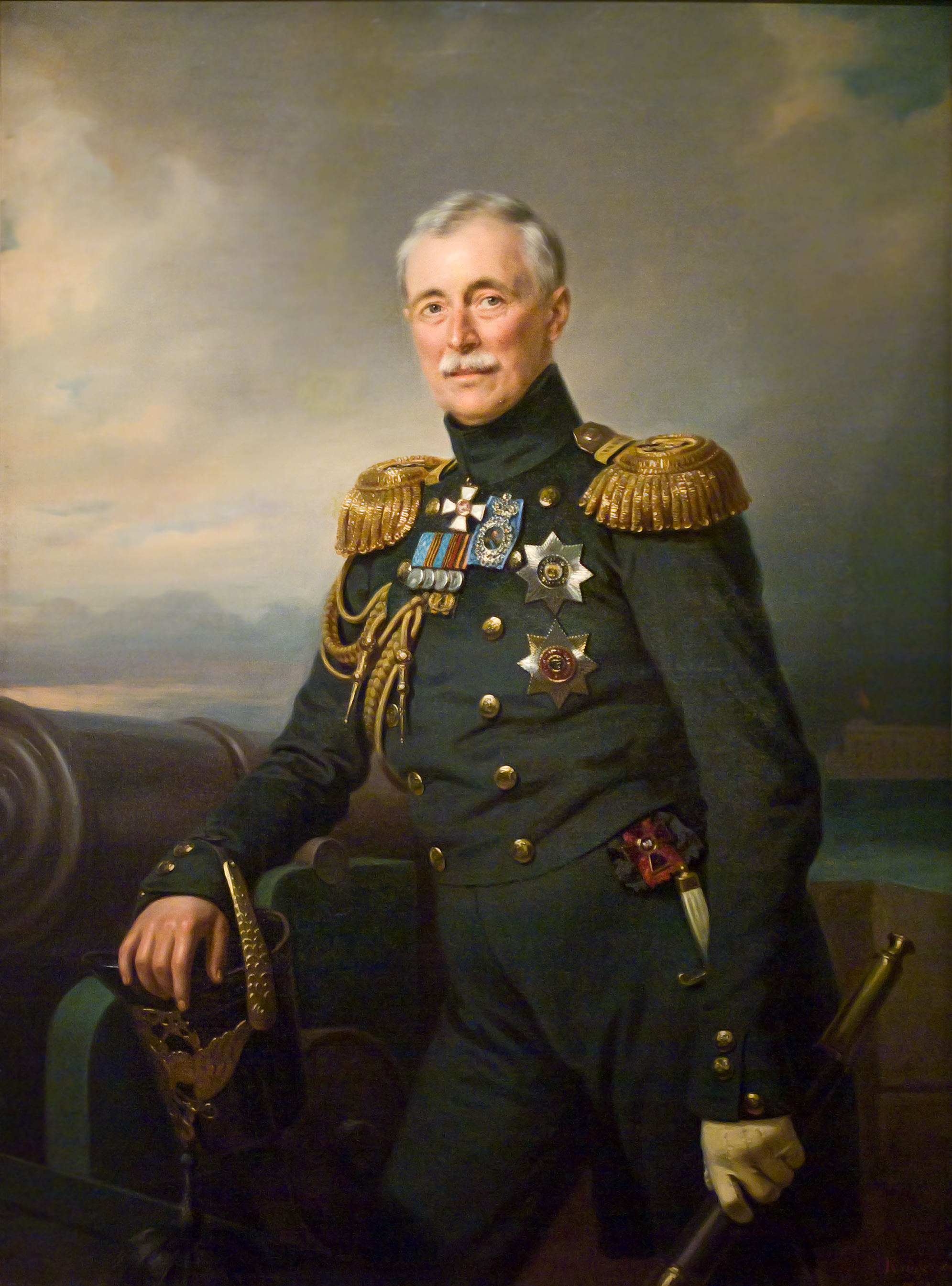
Portret door Franz Krüger 1851

Prins Aleksandr Sergejevitsj Mensjikov (Russisch: Александр Сергеевич Меншиков) (Sint Petersburg, 26 augustus 1787 – aldaar, 2 mei 1869) was een Russisch generaal en admiraal.

## Beginjaren
Aleksandr Mensjikov was van Fins-Russische adel. Hij was de zoon van luitenant-generaal prins Sergei Alexandrovich Menshikov (1746-1815) en prinses Catherine Nikolaevna Golitsyna. Hij was de kleinzoon van vorst Aleksandr Aleksandrovitsj Mensjikov en de achterkleinzoon van Aleksandr Danilovitsj Mensjikov.Hij had een jongere broer Nicolaas en zussen Elizabeth en Catharina. Hij kreeg thuisonderwijs en volgde colleges aan de beste universiteiten van Duitsland. Menshikov was opmerkelijk goed opgeleid voor zijn tijd en zijn bibliotheek was een van de beste in Sint-Petersburg.
In 1805 nam hij dienst in het Keizerlijk Russisch Leger. Hij ging in 1809 in de diplomatie en werd attaché bij de Russische Ambassade te Wenen.

## Napoleon, Perzen en Ottomanen
Van 1812 tot 1815 vocht hij als vleugeladjudant van tsaar  Alexander I van Rusland in de bevrijdingsoorlogen tegen Napoleon Bonaparte en hij werd bevorderd tot generaal.
In 1823 nam hij samen met Ioannis Kapodistrias, Stroganov en anderen ontslag uit het leger, omdat een Russische tussenkomst ten gunste van het Koninkrijk Griekenland uitbleef en ging hij bij het ministerie van buitenlandse zaken werken. 
In 1825 besteeg tsaar Nicolaas I van Rusland de troon en hij zond Mensjikov naar Perzië om aan sjah Fath'Ali Kadjar een bondgenootschap met Rusland tegen het Ottomaanse Rijk aan te bieden, maar dat mislukte. 
Kort daarop brak de Russisch-Turkse Oorlog (1828-1829) uit en Mensjikov was daar in de generale staf.
In de Turkse veldtocht van 1828 leidde hij de expeditie naar Anapa waarvan de vesting zich in juni na korte belegering overgaf. Daarna werd hij belast met de belegering van Varna en bij een uitbraak van het garnizoen raakte hij zwaargewond.

## Gouverneur van Finland
Nadat hij hersteld was, werd hij schout-bij-nacht en chef van de generale staf van de Keizerlijke Russische Marine. 
In 1831 werd hij gouverneur-generaal van Finland. In 1834 werd hij admiraal en in 1836 minister van de marine. Hij keerde dan terug als gouverneur-generaal van Finland, organiseerde de Baltische Vloot en versterkte de forten aan de Finse Golf.

## Krimoorlog
Einde februari 1853 zond tsaar Nicolaas Mensjikov naar Constantinopel. Hij legde een reeks eisen voor aan het Ottomaanse Rijk. De sultan was ertoe bereid, om een deel van de eisen in te willigen, maar Mensjikov stelde nieuwe eisen en de onderhandelingen liepen vast. De sultan kreeg steun van de Britse ambassadeur en wees de Russische eisen van de hand. Mensjikov keerde op 21 mei 1853 terug naar Rusland, verbrak de diplomatieke betrekkingen met het Ottomaanse Rijk en bezette het Vorstendom Moldavië en het Vorstendom Walachije aan de Donau, waarmee de Krimoorlog begon.
Mensjikov nam het opperbevel op zich. Op 14 september 1854 landden de geallieerde Britse en Franse strijdkrachten bij Sebastopol. Zes dagen later trokken ze landinwaarts, waar Mensjikov ze opwachtte achter de rivier Alma. Mensjikov was in de minderheid en verloor de Slag aan de Alma niettegenstaande zijn goede verdedigingsstelling. Op 5 november 1854 waagde Mensjikov een uitval tegen de Britse troepen, maar leed weer een nederlaag in de Slag bij Inkerman. De weken daarna organiseerde hij de verdediging van Sebastopol. In februari 1855 werd hij ernstig ziek en hij moest begin maart zijn commando afgeven aan Michail Dmitrijevitsj Gortsjakov. 
Van 20 december 1855 tot april 1856 werd hij gouverneur van Kronstadt. 